# T.J.Maxx

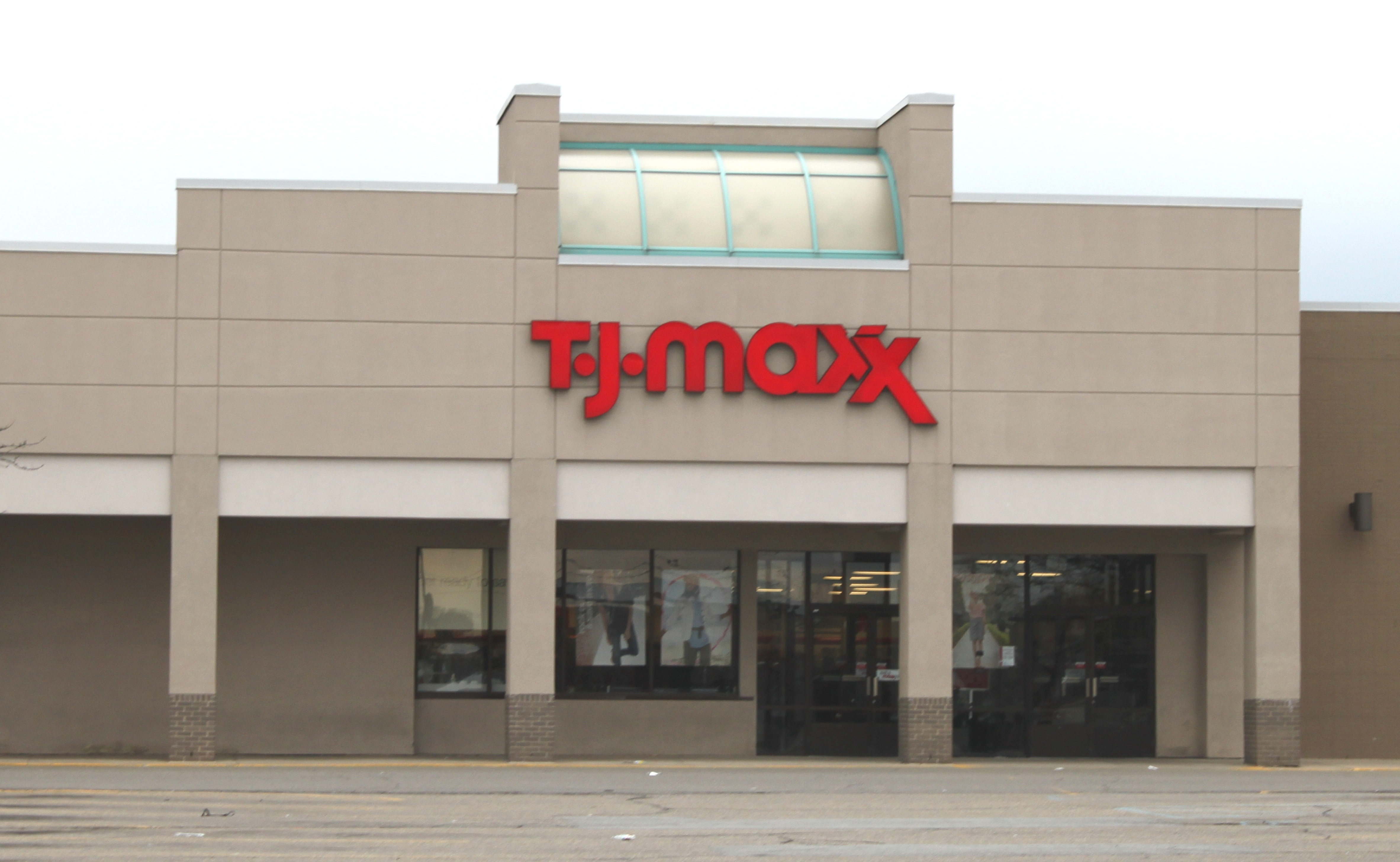
Negozio a Ypsilanti, Michigan

T.J.Maxx, talvolta riferito come TJ, è una catena d'abbigliamento statunitense. Con più di 3000 negozi, T.J.Maxx è un grande rivenditore d'abbigliamento al dettaglio negli Stati Uniti.
Sotto il marchio T.K. Maxx, opera anche nel Regno Unito, Irlanda, Germania, Polonia, Austria e Paesi Bassi.
Dal dicembre 2012, ci sono 700 negozi in Europa.
La società fa parte di TJX Companies, che possiede anche le catene di negozi HomeGoods/HomeSense, Sierra Trading Post, Marshalls e Winners.

## Storia
TJ Maxx è stata fondata nel 1976 a Framingham, Massachusetts, da Bernard Cammarata e dalla catena di grandi magazzini discount Zayre. Zayre aveva provato ad acquistare Marshalls senza riuscirci, quindi assunse Cammarata, che era stato il capo del merchandising di Marshalls, per creare una catena rivale. Il concetto si è rivelato così efficace che Zayre ha venduto la sua catena omonima ad Ames, un grande magazzino rivale di discount, nel settembre 1988.  A dicembre, Zayre ha annunciato un piano di ristrutturazione per l'azienda ed è stata ribattezzata "TJX Companies, Incorporated". TJX ha acquistato Marshalls nel 1995.

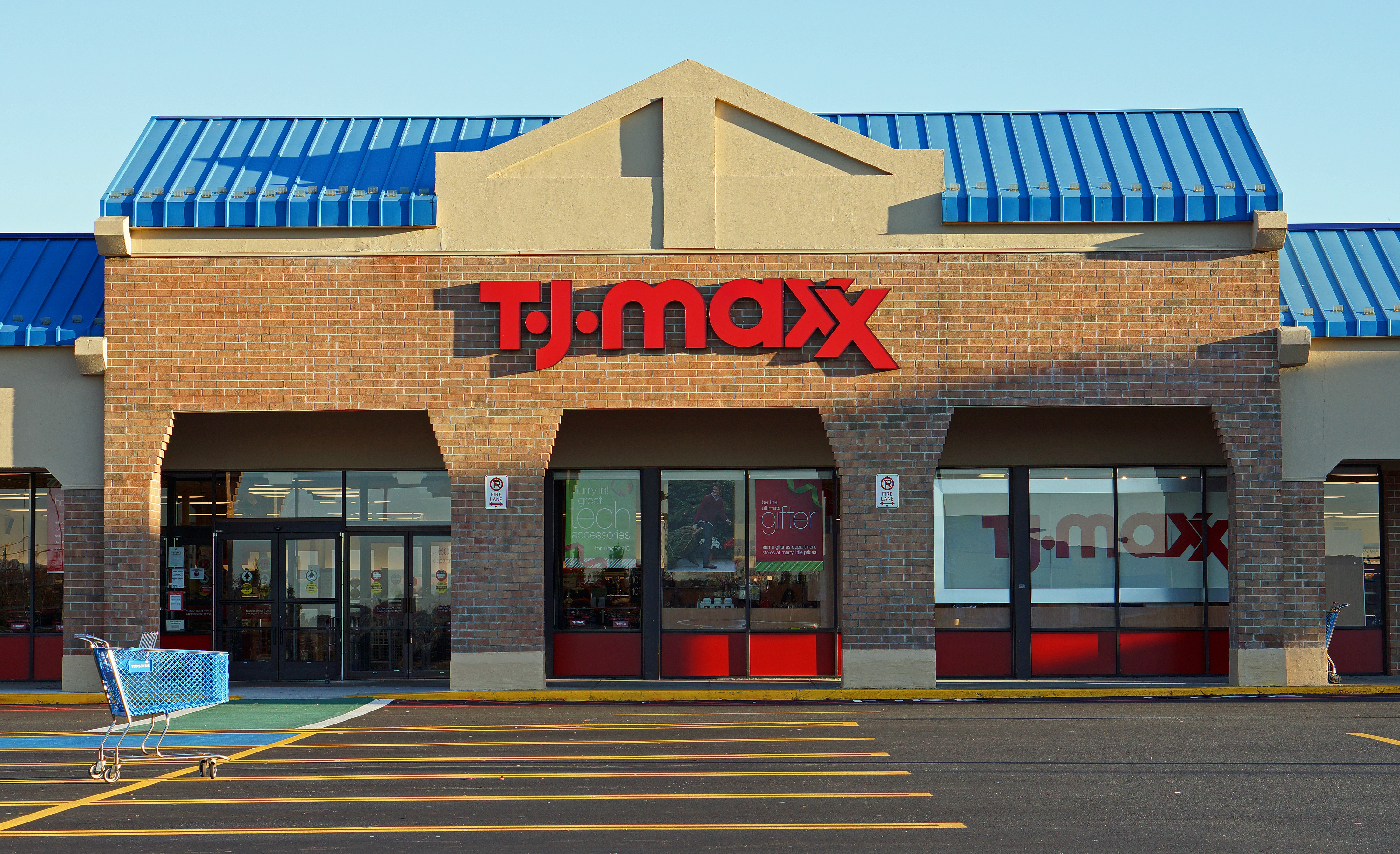
TJ Maxx, Peabody, Massachusetts

Nell'autunno del 1998, TJ Maxx ha aperto la catena di negozi AJ Wright, chiusa poi nel gennaio 2007.
Nel marzo 2009 è stato lanciato il sito di e-commerce, inizialmente vendeva solo borse, la gamma si è poi ampliata per includere abbigliamento, scarpe, gioielli, altri accessori e alcuni articoli per la casa.

### Furto di dati
Nel 2007, la società ha rivelato una violazione della sicurezza informatica risalente al 2005: gli hacker di computer avevano ottenuto l'accesso alle informazioni sui conti delle carte di credito e di debito per le transazioni dal gennaio 2003.  Ciò ha esposto più di 100 milioni  di clienti a potenziali furti dai loro conti. Secondo la società, questo ha interessato i clienti che hanno utilizzato la loro carta tra il gennaio 2003 e il giugno 2004 presso qualsiasi filiale di TJ Maxx. I dettagli sono stati rubati da hacker che installavano software tramite wi-fi nel giugno 2005, che consentiva loro di accedere alle informazioni personali sui clienti. La violazione è continuata fino a gennaio 2007.
I negozi TJX interessati includevano i negozi TJ Maxx, Marshalls, Winners, HomeSense, AJ Wright, KMaxx, Bob's Stores negli Stati Uniti, Winners e HomeGoods in Canada e forse i negozi TK Maxx nel Regno Unito e in Irlanda.
Undici persone provenienti da tutto il mondo sono state accusate di violazione nel 2008.  Nel 2007, il fornitore di sicurezza esterno Protegrity ha stimato che le perdite di TJ Maxx a seguito della violazione dei dati potrebbero raggiungere gli 800 milioni di sterline negli anni successivi, a seguito anche dei costi amministrativi per la gestione delle ricadute della violazione.
La TJ Maxx Corporation è stata citata in giudizio dalla Massachusetts Bankers Association e dai co-querelanti, tra cui Maine e Connecticut Associated Banks, per il furto di dati. Nel marzo 2010, l'hacker di computer Albert Gonzalez è stato condannato a 20 anni di prigione federale dopo aver confessato di aver rubato i dettagli della carta di credito e di debito da una serie di società, tra cui TJ Maxx.